# مصطفى ديالو (لاعب كرة قدم)
مصطفى ديالو (بالفرنسية: Moustapha Diallo)‏ هو لاعب كرة قدم غيني في مركز الهجوم، ولد في 16 مايو 1992 في كوناكري في غينيا. لعب مع Budapest Honvéd FC II ‏.

## وصلات خارجية
- مصطفى ديالو (لاعب كرة قدم) على موقع قاعدة بيانات كرة القدم.إي يو (الإنجليزية)
- مصطفى ديالو (لاعب كرة قدم) على موقع Soccerway.com (الإنجليزية)